# アストロバン

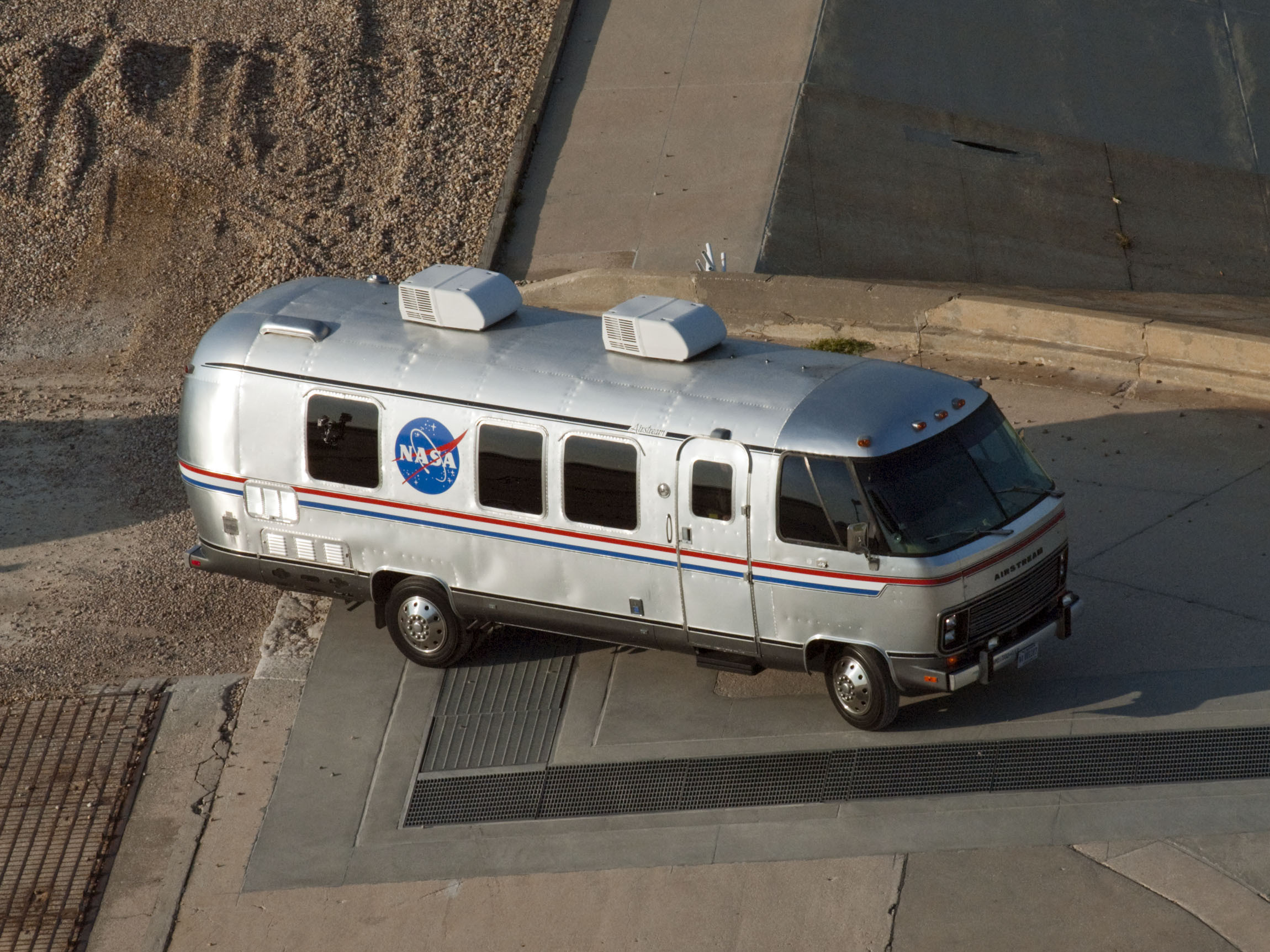
スペースシャトル時代に使っていたアストロバン

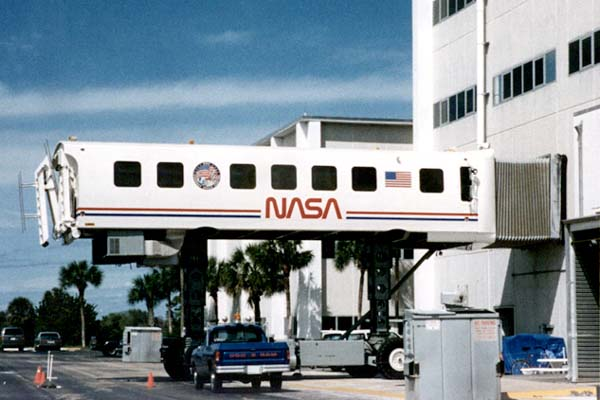
アストロバン以外にNASAクルートランスポートビークルという車両がスペースシャトル時代の最初期に使用された。O&Cビルディングの2階部に接続された時の写真

アストロバン（英語：Astrovan、Astronaut transfer van）は、ケネディ宇宙センターで使用される自動車で、宇宙飛行士を乗組員宿舎のO&Cビルディングから発射場や事前訓練施設まで輸送する。

## 性能と特徴
アポロ時代
- 車種：Clark-Cortez製造モーターホームを改造
- 開始：1967年、アポロ7号
- 終了：1975年
- 現在；ケネディ宇宙センターの展示場であるビジターコンプレックス内の Apollo/Saturn V Center に展示[1][2]

STS-7、STS-8ミッション時代
- 車種：Itasca Suncruiser M-22RB
- 備考：スペースシャトルで増えた宇宙飛行士を輸送するため使用された。それ以前は、NASA Crew Transport Vehicles（右図）が使用された。

STS-9、最後のスペースシャトルミッションSTS-135まで
- 車種：エアストリーム・エクセラ モーターホーム 1983年モデル
- 現在：ビジターコンプレックスに展示

アストロバンII
- 車種：エアストリーム・アトラス（メルセデス・ベンツ・スプリンターシャーシ仕様）を改造したアストロバンII ツーリングコーチ
- 乗員：8名（ドライバーを含む）
- 各シートに110ボルトの電源コンセントとUSBポート
- 大型テレビ
- 運用開始：2019年 ボーイング社CST-100 スターライナー有人宇宙船に搭乗予定の乗員

## 備考
2020年5月30日に打ち上げられたCrew Dragon Demo-2ミッションでは、使用された宇宙船クルードラゴンの製造元であるスペースX社のCEO、イーロン・マスク氏がCEOを務める自動車企業テスラ社のSUV・モデルX（ルーフにNASAのロゴマークが付けられた特別仕様車）がアストロバンに代わって宇宙飛行士の発射場への移動に用いられた。

## ギャラリー

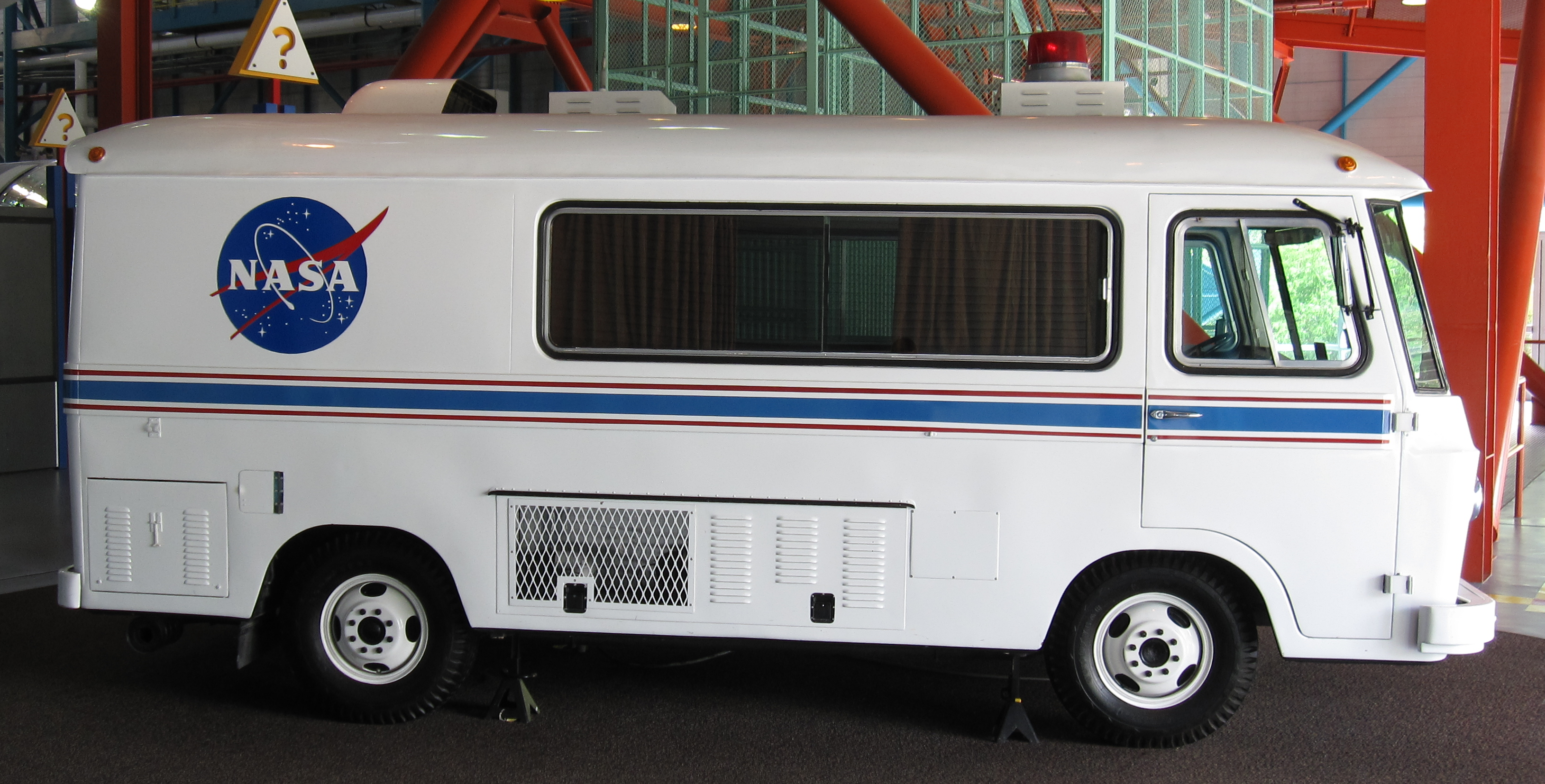
アポロ時代のアストロバン
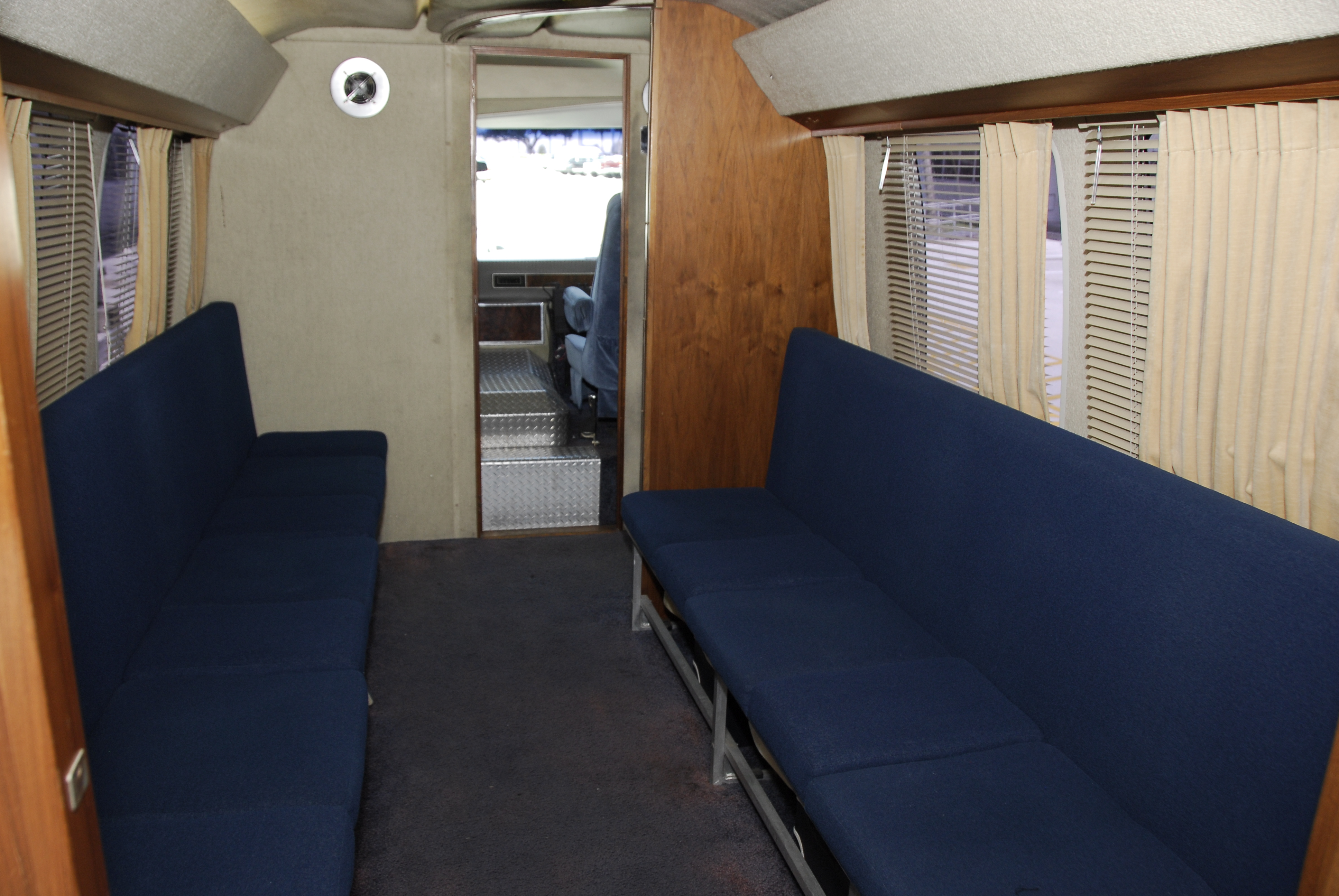
スペースシャトル時代のアストロバン内部